# Somalski omladinski savez
Somalski omladinski savez (somalski: Ururka Dhalinyarada Soomaaliyeed) bila je prva politička stranka u Somaliji, ujedno i državotvorna stranka koja je odigrala ključnu ulogu u stjecanju somalijske neovisnosti 1960-ih. Bila je stranka desnog usmjerenja.

## Povijest
Utemeljena je tijekom Drugog svjetskog rata od strane trinaestorice predstavnika pet najvećih somalijskih plemena. Glavni ciljevi stranke bili su teritorijalna cjelovitost Somalije, standardizacija somalijskog jezika, osnivanje visokoškolskih ustanova i borba protiv talijanskih kolonijalnih vlasti. Osim na području današnje Somalije, stranka je imala podružnice i u susjednim državama, jer je podupirala separatističku gerilju u etnički somalskim dijelovima Kenije (Sjeveroistočna provincija) i Etiopije (Ogaden).
Nakon proglašenja Republike Somalije 1. srpnja 1960. održani su prvi parlamentarni izbori na kojima je pobjedu odnio SYL. Prvim predsjednikom države imenovan je Aden Abdullah Osman Daar. Uz njega, iz redova SYL-a bili su izabrani predsjednik vlade i parlamenta. Na ustavnom referendumu 20. srpnja 1961. Somalci su prihvatili novi Ustav.
Na parlamentarnim izborima 1964. stranka osvaja parlamentarnu većinu osvojivši 69 od ukupno 123 mandata, dok su ostali bili podijeljeni između 11 manjih političkih stranaka. Iako na predsjedničkim izborima pet godina kasnije pobjeđuje Muhammad Haji Ibrahim Egal, kandidat SYL-a, dolazi do državnog udara na čelu s Siadom Barreom, koji stvara jednostranački ljevičarski režim. Time dolazi do gašenja stranke i hapšenja zastupnika u parlamentu i ministara iz redova stranke.
Dan osnutka stranke, 15. ožujka 1943., i danas se svečano obilježava u Somaliji.